# Aleksandar Jugović
Aleksandar Jugović (en serbe cyrillique : Александар Југовић ; né le 2 novembre 1975 à Čačak) est un écrivain et un homme politique serbe. Il est vice-président du Mouvement serbe du renouveau (SPO) et président du groupe parlementaire du SPO-DHSS à l'Assemblée nationale de la république de Serbie,.

## Biographie
Aleksandar Jugović est professeur de langue et de littérature serbes. En tant qu'écrivain, il publie trois recueils de poésie, une pièce de théâtre (Ministar, le « Ministre ») et trois romans : Disharmonija en 2005, Tri roga meseca en 2006, Srpski u sto lekcija en 2008. Les deux premiers romans sont sélectionnés pour le prix NIN et Jugović est traduit en anglais.
De 2004 à 2007, il travaille pour le ministère de la Culture.
Sur le plan politique, Aleksandar Jugović est membre du Mouvement serbe du renouveau (SPO), le parti monarchiste de Vuk Drašković. Aux élections législatives anticipées du 11 mai 2008, il figure avec le SPO sur la liste la coalition « Pour une Serbie européenne » conduite par Dragoljub Mićunović, membre du Parti démocratique (DS), et soutenue par Boris Tadić. La liste obtient 38,40 % des suffrages et 102 représentants à l'Assemblée nationale de la république de Serbie, dont 4 pour le SPO ; Jugović est élu député.
Aux élections législatives du 6 mai 2012, le SPO, qui a changé d'alliance, participe à la coalition politique Preokret emmenée par Čedomir Jovanović, le président du Parti libéral-démocrate (LDP), et qui compte aussi notamment l'Union sociale-démocrate (SDU) et Serbie riche (BS), ; la coalition obtient 6,53 % des suffrages et 19 députés ; le SPO constitue un groupe parlementaire de 5 députés avec le Parti démocrate-chrétien de Serbie (DHSS) ; le groupe est présidé par Aleksandar Jugović.
À l'Assemblée, en plus de cette fonction, il participe aux travaux de la Commission de la culture et de l'information.